# 足立全康
足立 全康（あだち ぜんこう、男性、1899年（明治32年）2月8日 - 1990年（平成2年）12月19日）は日本の実業家。素封家。島根県能義郡飯梨村字古川（現・安来市古川町）出身。

## 経歴
実家は農業を営む。尋常小学校卒業後、家業を手伝う傍ら、村の商売の手伝いをし、次第に商売に深い関心を寄せてゆく。14歳の頃、炭を大八車で運搬する傍らそれを売ることで、初めて商売を手がけることになる。その後はさらに商売を手がけてゆき、類い希な商才を発揮してゆくことになる。
第二次世界大戦後は、敗戦後の瓦礫の中を駆け回り、大阪を商売の本拠地として、大阪と安来を商売で往復するようになる。その後、不動産投資を手がけるようになり、一代で財産を築く。
1947年（昭和22年）に名古屋で開催された横山大観展で観た「紅葉」（六曲一双屏風）に大変深い感銘を受け、それが後年の美術品収集への情熱へと繋がる。
1970年（昭和45年）、71歳の時に財団法人足立美術館を設立。
1990年（平成2年）12月19日没。享年92。

## 関連書
- 『庭園日本一 足立美術館をつくった男』足立全康 (日本経済新聞出版社、2007/4/1)
- 『戦前の大金持ち』出口 治明/稲泉 連/山川 徹（小学館、2018/06）「“庭園日本一”足立全康」の章